# Славенцин (Поморське воєводство)
Славенцин (пол. Sławęcin) — село в Польщі, у гміні Хойниці Хойницького повіту Поморського воєводства.
Населення — 528 осіб (2011).
У 1975-1998 роках село належало до Бидгощського воєводства.

## Демографія
Демографічна структура станом на 31 березня 2011 року:
|          | Загалом | Допрацездатний вік | Працездатний вік | Постпрацездатний вік |
| -------- | ------- | ------------------ | ---------------- | -------------------- |
| Чоловіки | 283     | 80                 | 183              | 20                   |
| Жінки    | 245     | 59                 | 155              | 31                   |
| Разом    | 528     | 139                | 338              | 51                   |